# هلنا رازیوا
هلنا رازیوا (خوانده شود: راشووا) (به لهستانی: Helena Rasiowa) ‏ (۲۰ ژوئن ۱۹۱۷ - ۹ آگوست ۱۹۹۴) ریاضیدانی لهستانی بود که در حوزه مبانی ریاضیات و منطق جبری فعالیت می‌کرد.